# ان‌جی‌سی ۴۲۰
ان‌جی‌سی ۴۲۰ (انگلیسی: NGC 420) نام یک کهکشان عدسی در صورت فلکی ماهی است. این کهکشان در 12 سپتامبر 1784 میلادی توسط ویلیام هرشل کشف شد.درایر ستاره شناس دانمارکی/بریتانیایی این کهکشان را اینگونه توصیف میکند "ضعیف ، بسیار کوچک ، گرد و در وسط روشن تر".